# أصول الفيزياء (مجلة)
أصول الفيزياء (بالإنجليزية: Foundations of Physics)‏ مجلة شهرية تختص بالأسس المفهومية والنظريات الأساسية للفيزياء الحديثة وعلم الكونيات، مع التركيز على المبادئ المنطقية والمنهجية والفلسفية للنظريات والعمليات الفيزيائية الحديثة. وتنشر المجلة النتائج والملاحظات بناء على أسئلة أساسية من مجالات الفيزياء.